# Metaphorura orestia
Metaphorura orestia is een springstaartensoort uit de familie van de Tullbergiidae. De wetenschappelijke naam van de soort is voor het eerst geldig gepubliceerd in 1998 door Pomorski, Skarzynski & Kaprus.